# الکساندر فریدمان
الکساندر الکساندرویچ فریدمان (به روسی: Алекса́ндр Алекса́ндрович Фри́дман) فیزیک‌دان و ریاضیدان روسی بود.

فریدمان دو فرض ساده در مورد عالم مطرح نمود:
به هر سوی جهان که نگاه کنیم، [در مقیاس بزرگ] با دیگر بخشهای آن تفاوتی ندارد و دیگر آن که از هر نقطهٔ دیگر نیز که جهان را مورد بررسی قرار دهیم فرض اول همچنان صادق است.
هنگامیکه آلبرت انیشتین داشت روی نظریه نسبیت عام خود کار می کرد،یک اشتباه ریاضی پیش پا افتاده کرد.او عدد را بر صفر تقسیم کرده بود.در همین حال الکساندر فریدمن او را متوجه اشتباهش کرد
(تا  دهه ها بعد مرگ، فریدمان در غرب ناشناحته بود.
پاراگراف کمک به آینشتین اشتباه است